# Vespamantoida wherleyi
Vespamantoida wherleyi (лат.) — вид богомолов из семейства Mantoididae, мимикрирующих под ос. Он был обнаружен в 2013 году на исследовательской станции у реки Амазонки на севере Перу. Открытие привело к созданию нового рода Vespamantoida. Этот богомол имеет красно-оранжевое тело и черный рисунок на нем. Помимо окраски, он имеет форму тела и демонстрирует ходьбу и движения антенн, как у осы.